# Tip 96 oklopni transporter
Tip 96 (japanski:96式装輪装甲車) je oklopni transporter na kotačima japanske vojske. U aktivnoj službi je od 1995. godine.

## Opis
Vozač sjedi u prednjem desnom dijelu vozila, a na lijevoj strani je motor. Vozač je opremljen s tri periskopa, od kojih se onaj središnji može zamijeniti s pasivnim noćnim vizorom. Iznad njega se nalazi izlaz, skoji je okružen s tri neprobojna stakla, kako bi vozač mogao izviriti van za veću preglednost. To ga štiti od metaka lakog pješačkog naoružanja. Iza vozača se nalazi zapovjednik/topnik koji se nalazi u kupoli koja se može okretati u svim smjerovima. U kupoli je, ovisno o verziji i zahtjevima, ugrađen ili jedan 40 mm automatski bacač granata ili 12,7 mm M-2HB strojnica. U vozilu ima mjesta za prijevoz 8 potpuno opremljenih vojnika. Sa svake strane se nalaze po dvije puškarnica kako bi i desant mogao uzvratiti paljbu. Slike vozila pokazuju kako na zadnji kraj vozila nisu postavljene puškarnice, pa ih tamo vjerojatno i nema.

## Korisnici
Japan je 2001. godine prema UN-u imao 72 Tip 96 vozila u službi.

## Vanjske poveznice
- Globalsecurity.org